# Eurylophella lodi
Eurylophella lodi är en dagsländeart som först beskrevs av Mayo 1952.  Eurylophella lodi ingår i släktet Eurylophella och familjen mossdagsländor. Inga underarter finns listade i Catalogue of Life.